# Thomas Osman
Thomas Osman, né le 25 mai 1950, à Lamuna, est un prélat érythréen de l'Église catholique éthiopienne.

## Biographie
Thomas Osman est né le 25 mai 1950, à Lamuna, dans l'Empire d'Éthiopie, aujourd'hui en Érythrée.
Il intègre l'Ordre des frères mineurs, dans lequel il est ordonné prêtre, le 10 juillet 1977.
Il est l'éparque de Barentu, depuis le 4 octobre 2001, et a reçu la consécration épiscopale de Mgr Zekarias Yohannes, éparque émérite d'Asmara, le 13 janvier 2002.